# Мидхат Шамић
Мидхат Шамић (Сарајево 1907 — 1990), био је југословенски и босанскохерцеговачки књижевник (романист, методичар, методолог и преводилац), те члан Академија наука и умјетности Босне и Херцеговине (АНУБиХ). Добитник је више одликовања.

## Школовање
Мидхат Шамић, рођен је 16. марта 1907. године у Сарајеву. У свом родном граду завршио је основну и средњу школу. Након тога одлази за Београд где уписује Филозофски факултет. Завршио је студије француског језика и књижевности, упоредне књижевности са југословенском књижевношћу и латински језик 1931. године. Одмах након дипломирања, па све до 1950. године радио је као професор у средњим школама у Приједору, Сарајеву и Београду. Кратко време је био професор и у вишој Педагошкој школи у Сарајеву у којој је предавао француски језик.

## Рад на Универзитету
На место професора Филозофског факултета долази одмах при његовом оснивању, тј. 1950. године. Предавао је француску књижевност до XVIII века. На факултету је прешао сва наставничка звања, од предавача до професора. У периоду између 1954—1956. године радио је у Паризу као лектор српско-хрватског језика на Сорбони. Две године касније, тачније 1958. године, одбранио је државни докторат са две тезе: Les Voyageurs français en Bosnie... (главна теза) i Les Sources historiques de la Chronique de Travnik од Иве Андрића (допунска теза), за шта му је додељен највиши степен у оцењивању: mention très honorable. Од 1969. био је дописни члан АНУБиХ, а редовни члан постаје 1973. године. У АНУБиХ је обављао и различите дужности: сектретар Одељења за књижевност и уметност, члан Председништва, а једно време је био и потпредседник Академије.
Основне две области којима је Шамић посветио своју научну пажњу јесу упоредна књижевност и француска књижевност.

## Дела
Значајна дела из прве области односе се на проучавање књижевно-културних веза и додира Француске и Босне у једној изузетно узбурканој историјској епохи (крај XVIII и почетак XIX века). 
Нека дела објављена су на француском језику у Француској. Ту се, пре свега, мисли на студију Les voyageurs français en Bosnia à la fin du 18e siècle et au début du 19e et le pays tel qu’ils l’ont vu (1960). Под насловом Француски путници у Босни на прагу XVIII века и њихови утисци о њој, иста студија објављена је и на српском језику (1966). У ову групи Шамићевих дела спадају још и следеће расправе и студије: Фра Грго Мартић и Французи (1957); Историјски извори "Трговачке хронике" Иве Андрић и њихова уметничка транспозиција (1962); Из стране и упоредне књижевности (1968). Мидхат Шамић је писао и о великом броју француских писаца, а најзначајнији му је рад из француске књижевности и монографија Живот и дјело доба А. Жида(1976). 
Шамић је такође био истакнут преводилац са француског језика. Посебно су му запажени преводи Золиних романа. Бавио се и проблемима методологије и технике научно-истраживачког рада, што је резултирало књигом "Како настаје научно дјело" (1968, 1969, 1972). Осим тога, Шамић се бавио и проблемима медотике страних језика . Његов приручник "Методика наставе и техника учења живих језика", с посебним освртом на енглески, француски, руски и немачки (1959) помагао је, у време када је настао, да се напреди настава страних језика код нас.

### Преведене књиге
- А. Тибоде, Историја француске књижевности; изабрани одломци из ђела Монтаигнеа и Хугоа.

## Награде и одликовања
Добитник је 27-јулске награде 1968. године, награде ЗАВНОБиХ-а, Спомен-плакете Сарајева, Плакете Универзитета у Сарајеву, као и одликовања (Орден рада са златним венцем, Орден заслуга за народ са сребрним зрацима).